# República Dominicana nos Jogos Olímpicos de Verão de 2024
República Dominicana participou dos Jogos Olímpicos de Verão de 2024, realizados em Paris, na França. Foi a 16.ª aparição consecutiva do país nos Jogos Olímpicos de Verão desde a estreia em Tóquio 1964, sendo representado por 59 atletas que competiram em 13 esportes.
Conquistou três medalhas, sendo uma de ouro com Marileidy Paulino nos 400 m feminino do atletismo e duas de bronze, com Junior Alcántara na categoria até 51 kg e Cristian Pinales na categoria até 80 kg do boxe masculino.

## Medalhas
| Atleta            | Esporte   | Evento              | Medalha |
| ----------------- | --------- | ------------------- | ------- |
| Marileidy Paulino | Atletismo | 400 m feminino      | Ouro    |
| Junior Alcántara  | Boxe      | Até 51 kg masculino | Bronze  |
| Cristian Pinales  | Boxe      | Até 80 kg masculino | Bronze  |

## Competidores
Esta foi a participação por modalidade nesta edição:
| Esporte            | Masculino | Feminino | Total |
| ------------------ | --------- | -------- | ----- |
| Atletismo          | 5         | 4        | 9     |
| Boxe               | 2         | 1        | 3     |
| Futebol            | 19        | 0        | 19    |
| Ginástica          | 1         | 0        | 1     |
| Halterofilismo     | 0         | 3        | 3     |
| Hipismo            | 0         | 1        | 1     |
| Judô               | 1         | 1        | 2     |
| Lutas              | 1         | 0        | 1     |
| Natação            | 1         | 1        | 2     |
| Saltos ornamentais | 2         | 1        | 3     |
| Taekwondo          | 1         | 1        | 2     |
| Tiro               | 1         | 0        | 1     |
| Voleibol           | 0         | 12       | 12    |
| Total              | 34        | 25       | 59    |

## Desempenho

### Atletismo
- Q = Qualificado para a próxima fase
- q = Qualificado para a próxima fase como o perdedor mais rápido ou, em eventos de campo, pela posição sem atingir o alvo para qualificação
- N/A = Fase não aplicável para o evento
- Bye = Atleta não precisou disputar aquela fase

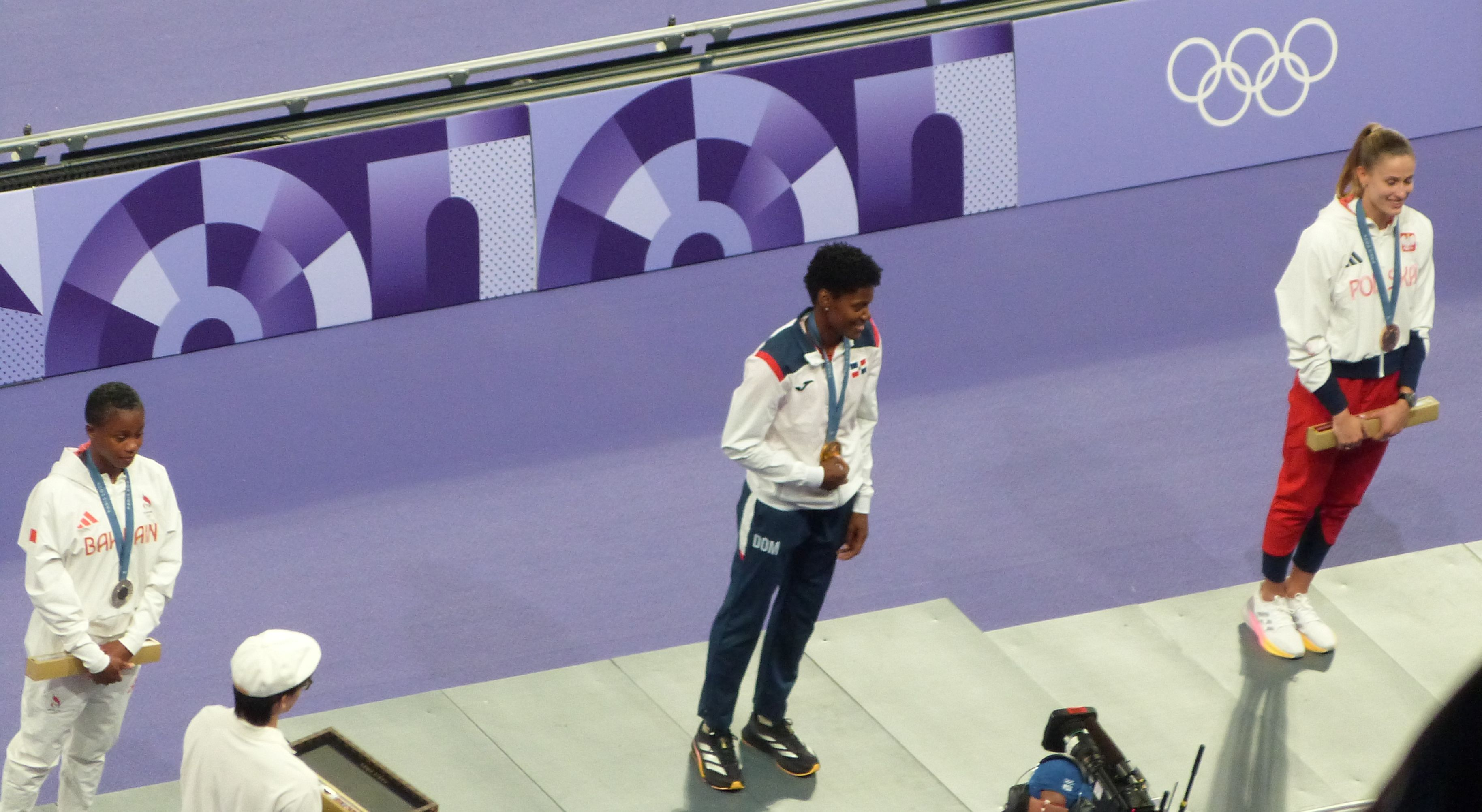
Marileidy Paulino (centro) conquistou a única medalha de ouro da República Dominicana em Paris

Masculino
Eventos de pista
| Atleta           | Evento              | Preliminar | Preliminar | Baterias | Baterias | Repescagem  | Repescagem  | Semifinal   | Semifinal   | Final       | Final       | Ref.  |
| Atleta           | Evento              | Tempo      | Pos.       | Tempo    | Pos.     | Tempo       | Pos.        | Tempo       | Pos.        | Tempo       | Pos.        | Ref.  |
| ---------------- | ------------------- | ---------- | ---------- | -------- | -------- | ----------- | ----------- | ----------- | ----------- | ----------- | ----------- | ----- |
| José González    | 100 m               | Bye        | Bye        | 10.40    | 8        | N/A         | N/A         | Não avançou | Não avançou | Não avançou | Não avançou | [ 5 ] |
| José González    | 200 m               | N/A        | N/A        | DNS      | DNS      | Não avançou | Não avançou | Não avançou | Não avançou | Não avançou | Não avançou | [ 5 ] |
| Alexander Ogando | 200 m               | N/A        | N/A        | 20.04    | 3 Q      | Bye         | Bye         | 20.09       | 4 Q         | 20.02       | 5           | [ 6 ] |
| Alexander Ogando | 400 m               | N/A        | N/A        | 45.11    | 5        | DNS         | DNS         | Não avançou | Não avançou | Não avançou | Não avançou | [ 6 ] |
| Yeral Nuñez      | 400 m com barreiras | N/A        | N/A        | 48.67    | 4        | 53.68       | 5           | Não avançou | Não avançou | Não avançou | Não avançou | [ 7 ] |

Feminino
Eventos de pista
| Atleta            | Evento | Preliminar | Preliminar | Baterias | Baterias | Repescagem | Repescagem | Semifinal | Semifinal | Final | Final           | Ref.  |
| Atleta            | Evento | Tempo      | Pos.       | Tempo    | Pos.     | Tempo      | Pos.       | Tempo     | Pos.      | Tempo | Pos.            | Ref.  |
| ----------------- | ------ | ---------- | ---------- | -------- | -------- | ---------- | ---------- | --------- | --------- | ----- | --------------- | ----- |
| Marileidy Paulino | 400 m  | N/A        | N/A        | 49.42    | 1 Q      | Bye        | Bye        | 49.21     | 2 Q       | 48.17 | Medalha de ouro | [ 8 ] |

Misto
| Atleta                                                      | Evento  | Baterias | Baterias | Final       | Final       | Ref.  |
| Atleta                                                      | Evento  | Tempo    | Pos.     | Tempo       | Pos.        | Ref.  |
| ----------------------------------------------------------- | ------- | -------- | -------- | ----------- | ----------- | ----- |
| Erick Joel Sánchez Milagros Durán Robert King Anabel Medina | 4x400 m | 3:18.39  | 8        | Não avançou | Não avançou | [ 9 ] |

### Boxe
Masculino
| Atleta           | Evento    | Fase de 32           | Oitavas de final           | Quartas de final     | Semifinal            | Final                | Final             | Ref.   |
| Atleta           | Evento    | Adversário Resultado | Adversário Resultado       | Adversário Resultado | Adversário Resultado | Adversário Resultado | Pos.              | Ref.   |
| ---------------- | --------- | -------------------- | -------------------------- | -------------------- | -------------------- | -------------------- | ----------------- | ------ |
| Junior Alcántara | Até 51 kg | —                    | AZE N Huseynov V 5–0       | ESP R Lozano V 3–2   | FRA B Bennama D 0–5  | Não avançou          | Medalha de bronze | [ 10 ] |
| Cristian Pinales | Até 80 kg | THA W Jongjoho V 5–0 | CHN Tuohetaerbieke T V 5–0 | CRO G Veočić V 5–0   | KAZ N Oralbay D 2–3  | Não avançou          | Medalha de bronze | [ 11 ] |

Feminino
| Atleta        | Evento    | Fase de 32           | Oitavas de final     | Quartas de final     | Semifinal            | Final                | Final       | Ref.   |
| Atleta        | Evento    | Adversário Resultado | Adversário Resultado | Adversário Resultado | Adversário Resultado | Adversário Resultado | Pos.        | Ref.   |
| ------------- | --------- | -------------------- | -------------------- | -------------------- | -------------------- | -------------------- | ----------- | ------ |
| María Moronta | Até 66 kg | TPE Chen N-c D 1–4   | Não avançou          | Não avançou          | Não avançou          | Não avançou          | Não avançou | [ 12 ] |

### Futebol
Masculino
A seleção nacional masculina da República Dominicana se classificou para as Olimpíadas ao avançar para a final do Campeonato da CONCACAF Sub-20 de 2022, em Honduras.
Elenco
A delegação foi composta de 19 jogadores:
- Xavier Valdez
- Francisco Marizán
- Josué Báez
- Edgar Pujol
- Luiyi de Lucas
- Heinz Mörschel
- Óscar Ureña
- Ángel Montes de Oca
- Rafael Núñez
- Edison Azcona
- Peter González
- Joao Urbáez
- Enrique Bösl
- Omar de la Cruz
- Fabian Messina
- Nelson Lemaire
- José de León
- Nowend Lorenzo
- Thomas Jungbauer

Fase de grupos
| Pos | Equipe               | Pts | J | V | E | D | GP | GC | SG | Classificado     |
| --- | -------------------- | --- | - | - | - | - | -- | -- | -- | ---------------- |
| 1   | Egito                | 7   | 3 | 2 | 1 | 0 | 3  | 1  | +2 | Quartas de final |
| 2   | Espanha              | 6   | 3 | 2 | 0 | 1 | 6  | 4  | +2 | Quartas de final |
| 3   | República Dominicana | 2   | 3 | 0 | 2 | 1 | 2  | 4  | −2 |                  |
| 4   | Uzbequistão          | 1   | 3 | 0 | 1 | 2 | 2  | 4  | −2 |                  |

| 24 de julho | Egito | 0 – 0     | República Dominicana | Stade de la Beaujoire, Nantes                  |
| 17:00       |       | Relatório |                      | Público: 13 945 Árbitro: JPN Yoshimi Yamashita |

| 27 de julho | República Dominicana | 1 – 3     | Espanha                                  | Stade de Bordeaux, Bordeaux                |
| 15:00       | Montes de Oca 38'    | Relatório | F. López 24' · Baena 55' · Gutiérrez 70' | Público: 16 099 Árbitro: UAE Adel Al-Naqbi |

| 30 de julho | República Dominicana | 1 – 1     | Uzbequistão | Parc des Princes, Paris                         |
| 15:00       | Núñez 51' (pen.)     | Relatório | Odilov 58'  | Público: 30 475 Árbitro: SUD Mahmood Ali Ismail |

### Ginástica
Masculino
| Atleta           | Evento           | Qualificação | Qualificação | Qualificação | Qualificação | Qualificação | Qualificação | Qualificação | Qualificação | Final       | Final       | Final       | Final       | Final       | Final       | Final       | Final       | Ref.   |
| Atleta           | Evento           | Aparelho     | Aparelho     | Aparelho     | Aparelho     | Aparelho     | Aparelho     | Total        | Pos.         | Aparelho    | Aparelho    | Aparelho    | Aparelho    | Aparelho    | Aparelho    | Total       | Pos.        | Ref.   |
| Atleta           | Evento           | F            | PH           | R            | V            | PB           | HB           | Total        | Pos.         | F           | PH          | R           | V           | PB          | HB          | Total       | Pos.        | Ref.   |
| ---------------- | ---------------- | ------------ | ------------ | ------------ | ------------ | ------------ | ------------ | ------------ | ------------ | ----------- | ----------- | ----------- | ----------- | ----------- | ----------- | ----------- | ----------- | ------ |
| Audrys Nin Reyes | Individual geral | —            | —            | —            | 13.983       | —            | 11.400       | —            | —            | Não avançou | Não avançou | Não avançou | Não avançou | Não avançou | Não avançou | Não avançou | Não avançou | [ 18 ] |

### Halterofilismo
Feminino
| Atleta           | Evento        | Arranco | Arranco | Arremesso | Arremesso | Total | Pos. | Ref.   |
| Atleta           | Evento        | Result. | Pos.    | Result.   | Pos.      | Total | Pos. | Ref.   |
| ---------------- | ------------- | ------- | ------- | --------- | --------- | ----- | ---- | ------ |
| Beatriz Pirón    | Até 49 kg     | 85      | 6       | 107       | 7         | 192   | 7    | [ 19 ] |
| Yudelina Mejía   | Até 81 kg     | 111     | 5       | 145       | 3         | 256   | 5    | [ 20 ] |
| Crismery Santana | Mais de 81 kg | 118     | 7       | 140       | 11        | 258   | 9    | [ 21 ] |

### Hipismo

#### Adestramento
| Atleta                | Cavalo     | Evento     | Grand Prix | Grand Prix | Grand Prix Special | Grand Prix Special | Grand Prix Freestyle | Grand Prix Freestyle | Geral       | Geral       | Ref.   |
| Atleta                | Cavalo     | Evento     | Total      | Pos.       | Total              | Pos.               | Técnico              | Artístico            | Total       | Pos.        | Ref.   |
| --------------------- | ---------- | ---------- | ---------- | ---------- | ------------------ | ------------------ | -------------------- | -------------------- | ----------- | ----------- | ------ |
| Yvonne Losos de Muñiz | Aquamarijn | Individual | 61.211     | 57         | —                  | —                  | Não avançou          | Não avançou          | Não avançou | Não avançou | [ 22 ] |

### Judô
Masculino
| Atleta            | Evento    | Primeira fase          | Oitavas              | Quartas              | Semifinais           | Repescagem           | Final / DB           | Final / DB | Ref.   |
| Atleta            | Evento    | Adversário Resultado   | Adversário Resultado | Adversário Resultado | Adversário Resultado | Adversário Resultado | Adversário Resultado | Pos.       | Ref.   |
| ----------------- | --------- | ---------------------- | -------------------- | -------------------- | -------------------- | -------------------- | -------------------- | ---------- | ------ |
| Robert Florentino | Até 90 kg | GRE T Tselidis D 00–10 | Não avançou          | Não avançou          | Não avançou          | Não avançou          | Não avançou          | =17        | [ 23 ] |

Feminino
| Atleta        | Evento        | Primeira fase                | Oitavas              | Quartas              | Semifinais           | Repescagem           | Final / DB           | Final / DB | Ref.   |
| Atleta        | Evento        | Adversário Resultado         | Adversário Resultado | Adversário Resultado | Adversário Resultado | Adversário Resultado | Adversário Resultado | Pos.       | Ref.   |
| ------------- | ------------- | ---------------------------- | -------------------- | -------------------- | -------------------- | -------------------- | -------------------- | ---------- | ------ |
| Moira Morillo | Mais de 78 kg | EOR M Barbari Zharfi V 10–00 | KOR Kim H-y D 00–10  | Não avançou          | Não avançou          | Não avançou          | Não avançou          | =9         | [ 24 ] |

### Lutas

#### Livre
Masculino
| Atleta            | Evento    | Oitavas               | Quartas              | Semifinais           | Repescagem           | Final / DB           | Final / DB  | Ref.   |
| Atleta            | Evento    | Adversário Resultado  | Adversário Resultado | Adversário Resultado | Adversário Resultado | Adversário Resultado | Pos.        | Ref.   |
| ----------------- | --------- | --------------------- | -------------------- | -------------------- | -------------------- | -------------------- | ----------- | ------ |
| Luis Miguel Pérez | Até 97 kg | AZE M Magomedov D 0–9 | Não avançou          | Não avançou          | Não avançou          | Não avançou          | Não avançou | [ 25 ] |

### Natação
Masculino
| Atleta       | Evento      | Eliminatórias | Eliminatórias | Semifinal   | Semifinal   | Final       | Final       | Ref.   |
| Atleta       | Evento      | Tempo         | Pos.          | Tempo       | Pos.        | Tempo       | Pos.        | Ref.   |
| ------------ | ----------- | ------------- | ------------- | ----------- | ----------- | ----------- | ----------- | ------ |
| Javier Núñez | 100 m livre | 51.55         | 57            | Não avançou | Não avançou | Não avançou | Não avançou | [ 26 ] |

Feminino
| Atleta            | Evento       | Eliminatórias | Eliminatórias | Semifinal   | Semifinal   | Final       | Final       | Ref.   |
| Atleta            | Evento       | Tempo         | Pos.          | Tempo       | Pos.        | Tempo       | Pos.        | Ref.   |
| ----------------- | ------------ | ------------- | ------------- | ----------- | ----------- | ----------- | ----------- | ------ |
| Elizabeth Jiménez | 100 m costas | 1:04.99       | 33            | Não avançou | Não avançou | Não avançou | Não avançou | [ 27 ] |

### Saltos ornamentais
Masculino
| Atleta             | Evento        | Preliminar | Preliminar | Semifinal   | Semifinal   | Final       | Final       | Ref.   |
| Atleta             | Evento        | Pontos     | Pos.       | Pontos      | Pos.        | Pontos      | Pos.        | Ref.   |
| ------------------ | ------------- | ---------- | ---------- | ----------- | ----------- | ----------- | ----------- | ------ |
| Jonathan Ruvalcaba | Trampolim 3 m | 363.15     | 18 Q       | 416.20      | 12 Q        | 393.65      | 9           | [ 28 ] |
| Frandiel Gómez     | Trampolim 3 m | 317.40     | 23         | Não avançou | Não avançou | Não avançou | Não avançou | [ 29 ] |

Feminino
| Atleta         | Evento          | Preliminar | Preliminar | Semifinal   | Semifinal   | Final       | Final       | Ref.   |
| Atleta         | Evento          | Pontos     | Pos.       | Pontos      | Pos.        | Pontos      | Pos.        | Ref.   |
| -------------- | --------------- | ---------- | ---------- | ----------- | ----------- | ----------- | ----------- | ------ |
| Victoria Garza | Plataforma 10 m | 226.80     | 27         | Não avançou | Não avançou | Não avançou | Não avançou | [ 30 ] |

### Taekwondo
Masculino
| Atleta       | Evento    | Oitavas              | Quartas              | Semifinais           | Repescagem           | Final / DB           | Final / DB  | Ref.   |
| Atleta       | Evento    | Adversário Resultado | Adversário Resultado | Adversário Resultado | Adversário Resultado | Adversário Resultado | Pos.        | Ref.   |
| ------------ | --------- | -------------------- | -------------------- | -------------------- | -------------------- | -------------------- | ----------- | ------ |
| Bernardo Pié | Até 68 kg | CRO M Golubić D 0–2  | Não avançou          | Não avançou          | Não avançou          | Não avançou          | Não avançou | [ 31 ] |

Feminino
| Atleta            | Evento    | Oitavas              | Quartas              | Semifinais           | Repescagem           | Final / DB           | Final / DB  | Ref.   |
| Atleta            | Evento    | Adversário Resultado | Adversário Resultado | Adversário Resultado | Adversário Resultado | Adversário Resultado | Pos.        | Ref.   |
| ----------------- | --------- | -------------------- | -------------------- | -------------------- | -------------------- | -------------------- | ----------- | ------ |
| Madelyn Rodríguez | Até 67 kg | BEL S Chaâri D 0–2   | Não avançou          | Não avançou          | Não avançou          | Não avançou          | Não avançou | [ 32 ] |

### Tiro
Masculino
| Atleta          | Evento         | Qualificação | Qualificação | Final       | Final       | Ref.   |
| Atleta          | Evento         | Marca        | Pos.         | Marca       | Pos.        | Ref.   |
| --------------- | -------------- | ------------ | ------------ | ----------- | ----------- | ------ |
| Eduardo Lorenzo | Fossa olímpica | 119          | 20           | Não avançou | Não avançou | [ 33 ] |

### Voleibol
Feminino
A seleção nacional feminina da República Dominicana se classificou para as Olimpíadas ao vencer o grupo A do Torneio Pré-Olímpico de Voleibol Feminino de 2023, em Ningbo, China.
Elenco
A delegação foi composta de 12 jogadoras:
- Cándida Arias
- Brenda Castillo
- Ariana Rodríguez
- Niverka Marte
- Alondra Tapia
- Geraldine González
- Madeline Guillén
- Yonkaira Peña
- Bethania de la Cruz
- Brayelin Martínez
- Jineiry Martínez
- Gaila González

Fase de grupos
|     |                      |     | Jogos | Jogos | Jogos | Resultados | Resultados | Resultados | Resultados | Resultados | Resultados | Sets | Sets | Sets  | Pontos | Pontos | Pontos |
| Pos | Equipe               | Pts | T     | V     | D     | 3–0        | 3–1        | 3–2        | 2–3        | 1–3        | 0–3        | V    | P    | R     | V      | P      | R      |
| --- | -------------------- | --- | ----- | ----- | ----- | ---------- | ---------- | ---------- | ---------- | ---------- | ---------- | ---- | ---- | ----- | ------ | ------ | ------ |
| 1   | Itália               | 9   | 3     | 3     | 0     | 2          | 1          | 0          | 0          | 0          | 0          | 9    | 1    | 9,000 | 253    | 199    | 1.271  |
| 2   | Turquia              | 5   | 3     | 2     | 1     | 0          | 1          | 1          | 0          | 0          | 1          | 6    | 6    | 1,000 | 250    | 262    | 0.954  |
| 3   | República Dominicana | 3   | 3     | 1     | 2     | 0          | 1          | 0          | 0          | 2          | 0          | 5    | 7    | 0.714 | 264    | 284    | 0.930  |
| 4   | Países Baixos        | 1   | 3     | 0     | 3     | 0          | 0          | 0          | 1          | 1          | 1          | 3    | 9    | 0.333 | 260    | 282    | 0.922  |

| 28 de julho 09:00 Relatório: Relatório Estatísticas | Itália | 3 – 1 | República Dominicana | Arena 1 Paris Sul, Paris Público: 9 368 Árbitro(s): TUR Nurper Özbar BRA Angela Grass |
| 28 de julho 09:00 Relatório: Relatório Estatísticas | 25     | Set 1 | 19                   | Arena 1 Paris Sul, Paris Público: 9 368 Árbitro(s): TUR Nurper Özbar BRA Angela Grass |
| 28 de julho 09:00 Relatório: Relatório Estatísticas | 24     | Set 2 | 26                   | Arena 1 Paris Sul, Paris Público: 9 368 Árbitro(s): TUR Nurper Özbar BRA Angela Grass |
| 28 de julho 09:00 Relatório: Relatório Estatísticas | 25     | Set 3 | 21                   | Arena 1 Paris Sul, Paris Público: 9 368 Árbitro(s): TUR Nurper Özbar BRA Angela Grass |
| 28 de julho 09:00 Relatório: Relatório Estatísticas | 25     | Set 4 | 18                   | Arena 1 Paris Sul, Paris Público: 9 368 Árbitro(s): TUR Nurper Özbar BRA Angela Grass |
| 28 de julho 09:00 Relatório: Relatório Estatísticas | Set 5  |       |                      | Arena 1 Paris Sul, Paris Público: 9 368 Árbitro(s): TUR Nurper Özbar BRA Angela Grass |

| 1 de agosto 09:00 Relatório: Relatório Estatísticas | Turquia | 3 – 1 | República Dominicana | Arena 1 Paris Sul, Paris Público: 9 465 Árbitro(s): ARG Karina Rene DOM Denny Cespedes |
| 1 de agosto 09:00 Relatório: Relatório Estatísticas | 21      | Set 1 | 25                   | Arena 1 Paris Sul, Paris Público: 9 465 Árbitro(s): ARG Karina Rene DOM Denny Cespedes |
| 1 de agosto 09:00 Relatório: Relatório Estatísticas | 25      | Set 2 | 18                   | Arena 1 Paris Sul, Paris Público: 9 465 Árbitro(s): ARG Karina Rene DOM Denny Cespedes |
| 1 de agosto 09:00 Relatório: Relatório Estatísticas | 25      | Set 3 | 22                   | Arena 1 Paris Sul, Paris Público: 9 465 Árbitro(s): ARG Karina Rene DOM Denny Cespedes |
| 1 de agosto 09:00 Relatório: Relatório Estatísticas | 25      | Set 4 | 15                   | Arena 1 Paris Sul, Paris Público: 9 465 Árbitro(s): ARG Karina Rene DOM Denny Cespedes |
| 1 de agosto 09:00 Relatório: Relatório Estatísticas | Set 5   |       |                      | Arena 1 Paris Sul, Paris Público: 9 465 Árbitro(s): ARG Karina Rene DOM Denny Cespedes |

| 3 de agosto 09:00 Relatório: Relatório Estatísticas | Países Baixos | 1 – 3 | República Dominicana | Arena 1 Paris Sul, Paris Público: 9 433 Árbitro(s): CAN Scott Dziewirz BUL Ivaylo Ivanov |
| 3 de agosto 09:00 Relatório: Relatório Estatísticas | 25            | Set 1 | 22                   | Arena 1 Paris Sul, Paris Público: 9 433 Árbitro(s): CAN Scott Dziewirz BUL Ivaylo Ivanov |
| 3 de agosto 09:00 Relatório: Relatório Estatísticas | 21            | Set 2 | 25                   | Arena 1 Paris Sul, Paris Público: 9 433 Árbitro(s): CAN Scott Dziewirz BUL Ivaylo Ivanov |
| 3 de agosto 09:00 Relatório: Relatório Estatísticas | 17            | Set 3 | 25                   | Arena 1 Paris Sul, Paris Público: 9 433 Árbitro(s): CAN Scott Dziewirz BUL Ivaylo Ivanov |
| 3 de agosto 09:00 Relatório: Relatório Estatísticas | 26            | Set 4 | 28                   | Arena 1 Paris Sul, Paris Público: 9 433 Árbitro(s): CAN Scott Dziewirz BUL Ivaylo Ivanov |
| 3 de agosto 09:00 Relatório: Relatório Estatísticas | Set 5         |       |                      | Arena 1 Paris Sul, Paris Público: 9 433 Árbitro(s): CAN Scott Dziewirz BUL Ivaylo Ivanov |

Quartas de final
| 6 de agosto 13:00 Relatório: Relatório Estatísticas | Brasil | 3 – 0 | República Dominicana | Arena 1 Paris Sul, Paris Público: 9 315 Árbitro(s): JPN Sumie Myoi ITA Stefano Cesare |
| 6 de agosto 13:00 Relatório: Relatório Estatísticas | 25     | Set 1 | 22                   | Arena 1 Paris Sul, Paris Público: 9 315 Árbitro(s): JPN Sumie Myoi ITA Stefano Cesare |
| 6 de agosto 13:00 Relatório: Relatório Estatísticas | 25     | Set 2 | 13                   | Arena 1 Paris Sul, Paris Público: 9 315 Árbitro(s): JPN Sumie Myoi ITA Stefano Cesare |
| 6 de agosto 13:00 Relatório: Relatório Estatísticas | 25     | Set 3 | 17                   | Arena 1 Paris Sul, Paris Público: 9 315 Árbitro(s): JPN Sumie Myoi ITA Stefano Cesare |
| 6 de agosto 13:00 Relatório: Relatório Estatísticas | Set 4  |       |                      | Arena 1 Paris Sul, Paris Público: 9 315 Árbitro(s): JPN Sumie Myoi ITA Stefano Cesare |
| 6 de agosto 13:00 Relatório: Relatório Estatísticas | Set 5  |       |                      | Arena 1 Paris Sul, Paris Público: 9 315 Árbitro(s): JPN Sumie Myoi ITA Stefano Cesare |